# Fimbristylis sanjappae
Fimbristylis sanjappae là loài thực vật có hoa trong họ Cói. Loài này được W.Khan & Solanke mô tả khoa học đầu tiên năm 2006.